# Вилия (Аттика)
Ви́лия (греч. Βίλια) — село в Греции, в Мегариде. Расположено на высоте 415 метров над уровнем моря, на склоне Китерона, в 56 километрах от Афин. Входит в общину (дим) Мандра-Идилия в периферийной единице Западная Аттика в периферии Аттика. Население 1269 жителей по переписи 2011 года.
Жители Вилии заняты преимущественно в сельском хозяйстве, в том числе в скотоводстве, пчеловодстве, рыболовстве и производстве смолы, а также в туристическом бизнесе.
Село расположено в 10 километрах к западу от берега залива Алкионидес (Коринфского залива), к западу находится Эгостена, к юго-западу — Псата и Като-Алепохорион. На западе находится Мегара, на северо-востоке — Эритре, на востоке — Инои, на юго-востоке — Мандра. На севере граничит с Платеэ и другими деревнями Беотии.

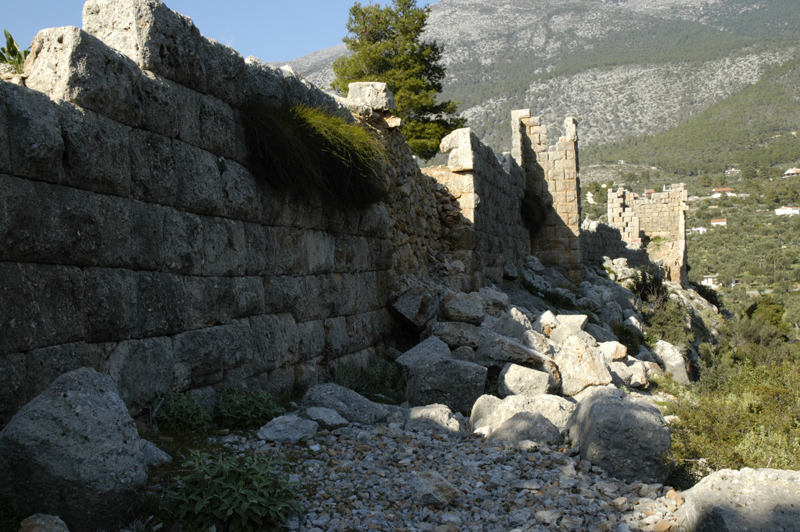
Крепость Эгосфен

К востоку от Вилии проходит национальная дорога 3 Элефсис — Фивы, часть европейского маршрута E962.

## История
Согласно местному народному преданию первым поселением был Палеохорион, разрушенный пиратами. Жителей Палеохориона пираты продали в рабство в Италию. Те, кто избежал этой участи основали Вилию. От древнего Палеохориона сохранились руины и часовня Святого Георгия.
В ходе войны Греции за независимость жители Вилии преграждали путь через Мегариду османским войскам под командованием Махмуд Драмали-паши, участвовали в осаде Коринфа, Фив, Халкиды, Левадии и Афинского Акрополя.

## Достопримечательности
В Вилии находится собор Преображения Господне 1893 года по проекту архитектора Эрнста Циллера, церковь Архистратига Михаила 1637 года, церковь Святого Георгия, церковь Богородицы Гурас на Китероне, церковь Успения Богородицы XIV века и другие церкви.
В Эгостене сохранились стены древнего города Эгосфены, важного порта и крепости на берегу залива Алкионидес (Коринфского залива), где поклонялись предсказателю и врачу Меламподу.
Летом проводятся культурные мероприятия в память о Элли Ламбети, уроженке Вилии.

## Сообщество Вилия
Сообщество Вилия создано в 1912 году (ΦΕΚ 262Α). В общинное сообщество Вилия входят 13 населённых пунктов. Население 1753 жителей по переписи 2011 года. Площадь 144,851 квадратных километров.
| Населённый пункт  | Население (2011), человек |
| ----------------- | ------------------------- |
| Айия-Параскеви    | 1                         |
| Айос-Констандинос | 2                         |
| Айос-Нектариос    | 40                        |
| Ано-Алепохорион   | 8                         |
| Вениза            | 52                        |
| Вилия             | 1269                      |
| Като-Алепохорион  | 220                       |
| Крио-Пигади       | 17                        |
| Лумба             | 1                         |
| Митикас           | 16                        |
| Профитис-Илиас    | 32                        |
| Псата             | 15                        |
| Эгостена          | 80                        |

## Население
| 1991 | 1570   |
| 2001 | 1590   |
| 2011 | ↘ 1269 |